# Leo (Familienname)
Leo ist ein deutschsprachiger Familienname.

## Namensträger
- Alan Leo (1860–1917), britischer Autor, Theosoph und Astrologe
- André Léo (1824–1900), französische Schriftstellerin und Feministin
- Ann-Kristin Leo (* 1978), deutsche Schauspielerin
- Annette Leo (* 1948), deutsche Historikerin
- Anthony Leo, kanadischer Filmproduzent
- Antonello De Leo (* 1965), italienischer Regisseur
- August Leo (Politiker) (1861–1946), deutscher Politiker (DNVP)
- Auguste Léo (eigentlich August Leo; 1793–1859), deutsch-französischer Bankier und Kunstmäzen
- Benjamin Leo Leo (* 1973), deutscher Antiquitätenhändler
- Carl Leo (1902–1969), deutscher Politiker (DDP)
- Carl Ludwig Leo (1828–1899), deutscher Jurist
- Cécile Leo (1858–1928), deutsche Scherenschnittkünstlerin
- Daniel Leo (Mafioso) (* um 1941), US-amerikanischer Mafioso
- Daniel Leo (Rugbyspieler) (* 1982), samoanischer Rugby-Union-Spieler
- Detmar Leo (1944–2009), deutscher Politiker (SPD)
- Diego de Leo (1920–2015), mexikanischer Fußballschiedsrichter
- Chase De Leo (* 1995), US-amerikanischer Eishockeyspieler
- Eduard Leo (* 1818), deutscher Rittergutsbesitzer und Politiker
- Emil Leo (1894–1974), deutscher Architekt
- Franz Alois Leo (1757–1821), badischer Verwaltungsbeamter
- Federico Leo (* 1988), italienischer Automobilrennfahrer
- Frank Leo (* 1971), kanadischer Geistlicher und Erzbischof von Toronto, Kardinal
- Friedrich Leo (1851–1914), deutscher klassischer Philologe
- Friedrich August Leo (1820–1898), deutscher Literaturhistoriker, Dichter, Übersetzer und Philanthrop
- Gerda Leo (1909–1993), deutsche Fotografin
- Gerhard Leo (1923–2009), deutscher Journalist und Widerstandskämpfer
- Giuseppe Leo (* 1995), deutsch-italienischer Fußballspieler
- Gottlieb Leo (1786–1837), deutscher Jurist
- Gustav Leo (1868–1944), deutscher Bauingenieur und Baubeamter
- Gustav Adolf Ferdinand Heinrich Leo (1779–1840), deutscher Beamter
- Hans Leo (Mediziner) (1854–1927), deutscher Mediziner und Pharmakologe
- Hans Leo (Jurist) (1890–1963), deutscher Rechtsanwalt und Notar
- Hartog Leo (um 1710–1784), deutscher Kantor
- Heinrich Leo (1799–1878), deutscher Historiker und Politiker
- Henricus Leo (1575–1648), niederländischer Geistlicher
- Hermann Leo (1839–1903), deutscher Priester und Autor
- Johann Leo (Judoka) (* 1958), österreichischer Judoka
- Johann Hermann Franz Kasimir Leo (1794–1869), deutscher Generalmajor
- Johannes Leo (1572–1635), deutscher Domherr und Autor
- John De Leo (* 1970), italienischer Sänger und Komponist
- Julius Leo (1794–1855), deutscher Arzt und Herausgeber
- Juliusz Leo (1861–1918), polnischer Stadtpräsident
- Karl Leo (* 1960), deutscher Physiker
- Karl Friedrich Leo (vor 1780–1824), deutscher Schauspieler
- Karl Josef Leo († 1851), deutscher Verwaltungsbeamter
- Leonardo Leo (1694/1701–1756), italienischer Komponist
- Ludwig Leo (Architekt) (1924–2012), deutscher Architekt
- Ludwig Leo (Reeder) († 1915), deutscher Reeder und Politiker
- Ludwig Leo, 1841 verwendetes Pseudonym der deutschen Schriftstellerin Luise von Gall (1815–1855)
- Ludwig Friedrich Leo (1814–1892), deutscher Mediziner
- Maria Leo (1873–1942), deutsche Pianistin und Musikpädagogin
- Martin Leo (1863–1932), deutscher Jurist
- Max Leo (1941–2012), deutscher Rennrodler
- Maxim Leo (* 1970), deutscher Journalist
- Melissa Leo (* 1960), US-amerikanische Schauspielerin
- Mohen Leo, Spezialeffektkünstler
- Naëmi Leo (* 1985), deutsche Physikerin mit Spezialgebiet Magnetismus
- Otto Leo (1793–1865), deutscher Generalleutnant
- Paul Leo (1893–1958), deutscher Theologe
- Per Leo (* 1972), deutscher Schriftsteller und Historiker
- Peter Leo (1915–1972), deutscher Kunstsammler, Kunsthistoriker und Museumsleiter
- Rudolf Leo (* 1962), österreichischer Historiker
- Sabine Böhne-Di Leo (* 1959), deutsche Journalistin und Hochschullehrerin
- Serafina di Leo (1912–2007), italienische Opernsängerin (Sopran) und Schauspielerin
- Sibrand Leo (um 1525–1588), Kirchenhistoriker
- Sister Mary Leo (1895–1989), neuseeländische Nonne, katholischen Glaubens und Musik- und Gesangslehrerin
- Solveig Leo (* 1943), deutsche Landwirtin und Politikerin
- Susan Leo (* 1962), australische Tennisspielerin
- Ulrich Leo (1890–1964), deutscher Romanist
- Wilhelm Leo (1886–1945), deutscher Rechtsanwalt